# 阿瓦提镇 (莎车县)
阿瓦提镇，是中华人民共和国新疆维吾尔自治区喀什地区莎车县下辖的一个乡镇级行政单位。

## 行政区划
阿瓦提镇下辖以下地区：
诺其村、美其特栋村、栏杆村、古力巴格村、栋麦力村、萨各达库木村、希哈尔巴格村、阿热希村、阿热村、提干库木村、喀力塔吾斯塘村、巴扎村、库木库力村、提提尔库力村、降格力日克村、英阿热希村、诺代村和塔斯克麻村。